# Repêchage amateur de la LNH 1968
1967 1969
Le repêchage amateur de la Ligue nationale de hockey 1968 a lieu à l’hôtel Reine Élizabeth à Montréal au Québec (Canada) le 13 juin 1968.

## Le repêchage

### Premier tour
| Rang | Équipe LNH               | Nationalité | Joueur          | Repêché de                            |
| ---- | ------------------------ | ----------- | --------------- | ------------------------------------- |
| 1    | Canadiens de Montréal    | Canada      | Michel Plasse   | Rangers de Drummondville (LHJMQ)      |
| 2    | Canadiens de Montréal    | Canada      | Roger Belisle   | Castors de Montréal-Nord              |
| 3    | Canadiens de Montréal    | Canada      | Jim Pritchard   | Jets de Winnipeg (LHOu)               |
| 4    | Penguins de Pittsburgh   | Canada      | Garry Swain     | Flyers de Niagara Falls (AHO)         |
| 5    | North Stars du Minnesota | Canada      | Jim Benzelock   | Jets de Winnipeg (LHOu)               |
| 6    | Blues de Saint-Louis     | Canada      | Gary Edwards    | Marlboros de Toronto (AHO)            |
| 7    | Kings de Los Angeles     | Canada      | Jim McInally    | Red Wings de Hamilton (AHO)           |
| 8    | Flyers de Philadelphie   | Canada      | Lew Morrison    | Bombers de Flin-Flon (LHOu)           |
| 9    | Black Hawks de Chicago   | Canada      | John Marks      | Fighting Sioux de North Dakota (WCHA) |
| 10   | Maple Leafs de Toronto   | Canada      | Brad Selwood    | Flyers de Niagara Falls (AHO)         |
| 11   | Red Wings de Détroit     | Canada      | Steve Andrascik | Bombers de Flin-Flon (LHOu)           |
| 12   | Bruins de Boston         | Canada      | Danny Schock    | Bruins d'Estevan (WCHL)               |

### Deuxième tour
| Rang | Équipe LNH               | Nationalité | Joueur         | Repêché de                      |
| ---- | ------------------------ | ----------- | -------------- | ------------------------------- |
| 13   | Seals d'Oakland          | Canada      | Doug Smith     | Jets de Winnipeg (LHOu)         |
| 14   | Penguins de Pittsburgh   | Canada      | Ron Snell      | Pats de Regina (LHOu)           |
| 15   | North Stars du Minnesota | Canada      | Marc Rioux     | Maple Leafs de Verdun (LHJQ)    |
| 16   | Blues de Saint-Louis     | Canada      | Curt Bennett   | Bears de Brown (ECAC)           |
| 17   | Red Wings de Détroit     | États-Unis  | Herb Boxer     | Huskies de Michigan Tech (WCHA) |
| 18   | Bruins de Boston         | Canada      | Fraser Rice    | équipe junior d’Halifax         |
| 19   | Rangers de New York      | Canada      | Bruce Buchanan | équipe junior A de Weyburn      |

### Troisième tour
| Rang | Équipe LNH               | Nationalité | Joueur         | Repêché de                                                |
| ---- | ------------------------ | ----------- | -------------- | --------------------------------------------------------- |
| 20   | Seals d'Oakland          | Canada      | Jim Trewin     | Bombers de Flin-Flon (LHOu)                               |
| 21   | Penguins de Pittsburgh   | Canada      | Dave Simpson   | équipe junior de Port Arthur                              |
| 22   | North Stars du Minnesota | Canada      | Glen Lindsay   | Blades de Saskatoon (LHOu)                                |
| 23   | Canadiens de Montréal    | Canada      | Don Grierson   | Trappers de North Bay (Ligue junior du nord de l’Ontario) |
| 24   | Bruins de Boston         | Canada      | Brian St. John | Université de Toronto (CIAU)                              |